# ウェルナー症候群
ウェルナー症候群（ウェルナーしょうこうぐん、Werner Syndrome）は、早老症のひとつ。日本人に多い疾患である。

## 概要
1904年、ドイツの内科医オットー・ウェルナー (Otto Werner) により、アルプス地方居住の4人兄弟の症例が初めて臨床報告された。
本症は成人期以降に発症することが多いため、幼年期から好発する早老症であるハッチンソン・ギルフォード・プロジェリア症候群（プロジェリア症候群）に対して、「成人性プロジェリア (Adult Progeria)」と称されることもある。
患者は低身長、低体重、白髪、両側性白内障、皮膚の硬化・萎縮、嗄（さ）声などの外観を呈し、臨床像として耐糖能低下、骨粗鬆症、性腺機能低下、尿中ヒアルロン酸量の増加が顕著である。多くの場合、平均40-50歳で動脈硬化もしくは悪性腫瘍が原因となる疾患によって死亡する。
本症は常染色体劣性遺伝病であり、ヒト8番染色体上にあるWRNと呼ばれる単一遺伝子の異常が原因であることが突き止められている。この原因遺伝子は正常遺伝子と比較して正しく並ぶ4つのDNAのたった一つのDNAの並ぶ順番が違っただけである。この遺伝子の役割はまだ完全に解明されていないが、DNAヘリカーゼと呼ばれる酵素タンパクをコードしており染色体の安定性の維持や遺伝子修復に関与していることがわかっている。

## 日本人とウェルナー症候群
ウェルナー症候群は、世界各地でこれまで1487例の症例報告がされているが、その内の1128名が日本人である。これは全患者の約76％を占めている計算となる。日本人が世界人口に占める割合は2％未満であることを鑑みれば、特筆すべき多さと言ってよい。
日本においては約2000名(10万人に約1.6人)のウェルナー症候群患者がいると推定されており、そのほとんどは見過ごされているといわれている。
ウェルナー症候群が日本人に多い理由は、はっきりとは分かっていない。
最も大きな要因に、日本人の祖先にウェルナー症候群原因遺伝子を持つ人が他地域より多く存在していたという仮説があげられる。また、日本人に多い疾患であるため、日本人の医師の間ではウェルナー症候群がよく知られているために診断ができたという指摘（観測選択効果）もある。